# Tjiraa
Tjiraa es un cortometraje dramático namibio de 2012, dirigido por Krischka Stoffels. El guion fue escrito por Toucy Tjijambo, y se realizó casi en su totalidad en el idioma nativo de Namibia, herero.

## Sinopsis
Vezuva es una joven ovaherera que regresa de sus estudios en el extranjero, en Alemania, solo para descubrir que su prima casada ha fallecido y que, según la tradición, se espera que se case con el viudo de su prima. Ella cumple con los deseos de su familia, aunque está enamorada de otra persona y se encuentra atrapada en una relación abusiva. 
Al final logra cambiar la posición de su familia e irse con su aprobación.

## Antecedentes
El título de la película, Tjiraa, es la abreviatura de la palabra Otjiherero para "primo", tjiramue. La tradición matrimonial descrita en la película es de larga data, que se desarrolló para retener la riqueza y el poder dentro de las tribus y familias en tiempos de problemas.  La tradición, sin embargo, crea situaciones como la que enfrenta Vezuva, en la que se espera que viva dentro de un matrimonio violento y abusivo, sin ninguna base de amor, afecto o respeto. El mensaje de la película es que incluso las tradiciones que se formaron por buenas razones o con buenas intenciones pueden volverse dañinas y negativas. En la película, la familia de Vezuva, incluida su madre, que es quien la empujó a casarse, ve el daño y cambia su actitud. El cambio social que se produce en esta narrativa refleja el discurso existente en la sociedad Herero, que intenta navegar y equilibrar la tradición y la vida moderna.

## Producción y lanzamiento
La película fue financiada por la Comisión de Cine de Namibia y seleccionada para su proyección en varios festivales de cine internacionales, incluido el festival de cine de Nueva York, Festival de Cine de la Diáspora Africana y el de Cannes.